# التغطية الإعلامية في كوريا الشمالية

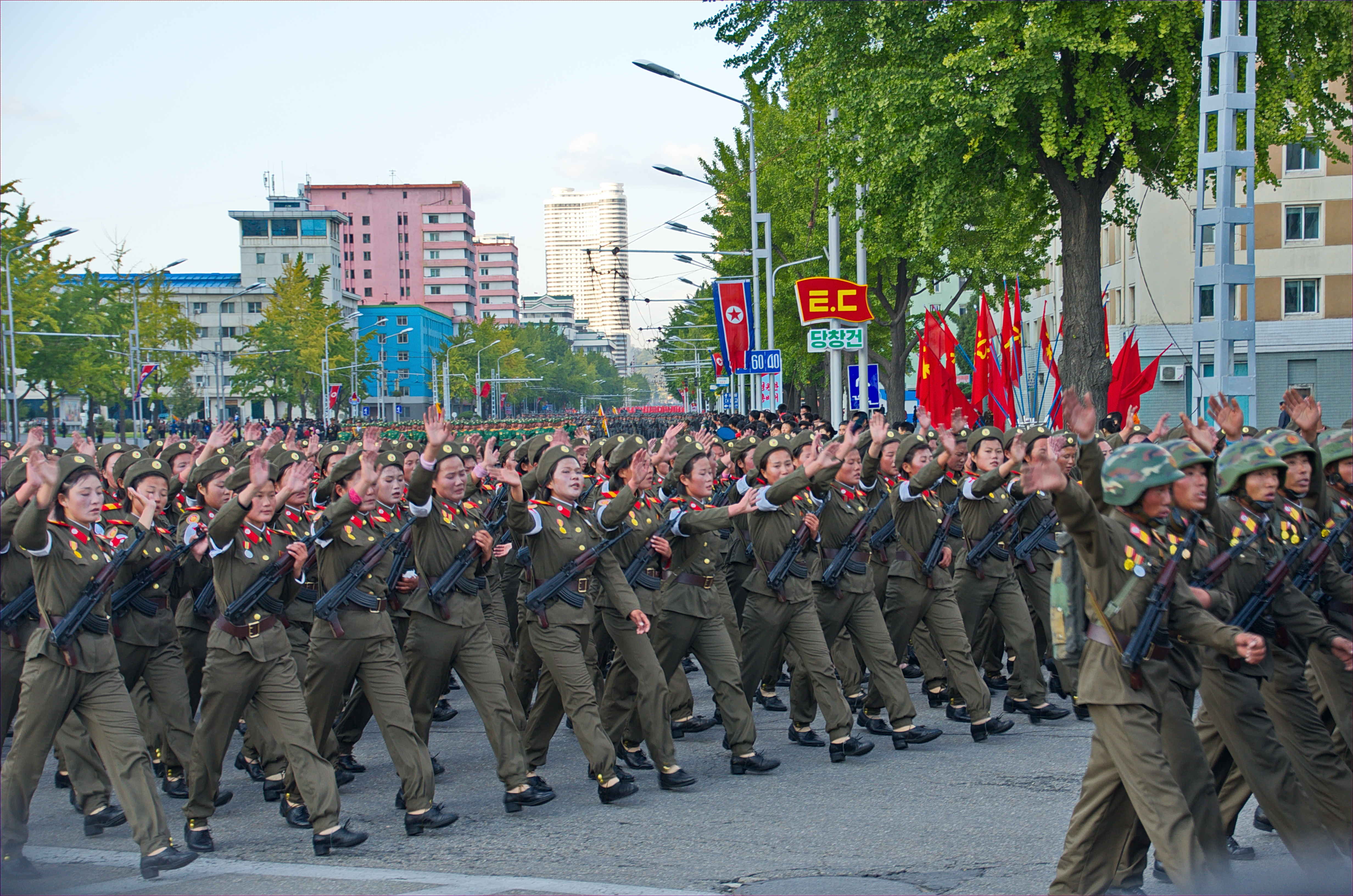
غالبًا ما تتميز التغطية الإعلامية لكوريا الشمالية باستعراضات عسكرية

التغطية الإعلامية في كوريا الشمالية (المعروفة رسميًا باسم جمهورية كوريا الديمقراطية الشعبية) يعوقها النقص الحاد في المعلومات الموثوقة. وهناك عدة أسباب لهذا النقص. فحكومة كوريا الشمالية تقيد بصرامة وصول وسائل الإعلام الخارجية إليها. وهناك عدد قليل جدًا من المراسلين المتفرغين في البلاد. في غياب التقارير الميدانية، فإن المصدر الرئيسي للمعلومات عن كوريا الشمالية هو شهادة المنشقين، وهي ليست بالضرورة موضع ثقة لعدة أسباب. عمومًا تمر الكثير من المعلومات حول كوريا الشمالية من خلال كوريا الجنوبية، والنزاع طويل الأمد بين الدولتين يشوه المعلومات الواردة. يمكن أن يؤدي سوء فهم الثقافة الكورية أيضًا إلى عدم دقة التقارير. في غياب الأدلة القوية، تلجأ بعض وسائل الإعلام إلى الإثارة، مستندة في قصصها على الإشاعات أو الكليشيهات. بل إن هناك تغطيات إعلامية قائمة على الخداع أو السخرية.

## النقص في المعلومات الموثوقة
يعوق التغطية الإعلامية النقص في المعلومات الموثوقة. وما تشتهر به كوريا هو صعوبة التحقق من الوقائع. على سبيل المثال: ركز الباحث كريستوفر غرين محاولته لتأكيد قصة مقتل نائب المارشال ري جونغ-هو في معركة بالأسلحة النارية في بيونغيانغ في عام 2012، لكنه لم يتمكن من العثور على مصدر هناك على علم بها. حتى وكالات الاستخبارات كافحت هذه المهمة. وصف السفير الأمريكي السابق في كوريا الجنوبية، ومستشار الأمن القومي، وضابط وكالة المخابرات المركزية دونالد غريغ، كوريا الشمالية بأنها «أطول فشل استخباراتي في تاريخ التجسس الأمريكي». ووصفها مدير وكالة المخابرات المركزية السابق روبرت غيتس بأنها «أصعب هدف استخباراتي في العالم».
وصف إسحاق ستون فيش من مجلة فورين بوليسي البلاد بأنها «ثقب أسود للمعلومات». ويصعب التأكد من الحقائق البسيطة، مثل ما إذا كانت الماريغوانا غير قانونية في كوريا الشمالية. وفقًا لرالف كوسا، رئيس منتدى المحيط الهادئ لمركز الدراسات الاستراتيجية والدولية، «أي شخص يخبرك أنه يعرف شيئًا مؤكدًا عن كوريا الشمالية، فهو إما يحاول خداعك أو خداع نفسه». قارن المحلل أندري لانكوف بين التقارير عن كوريا الشمالية وقصة الرجال العميان والفيل، فمن البيانات المحددة لن يتمكن المحللون من الاستقراء بشكل صحيح. أشار العديد من الكتاب إلى كوريا الشمالية باعتبارها «مطحنة الإشاعات». ووصف الصحفيون وخبراء الإعلام الكوريون الجنوبيون ذلك بأنه «مشكلة منهجية».
لكن بسبب شعبية الأخبار الكورية الشمالية، كثيرًا ما تتداول  قصصها على نطاق واسع في وسائل الإعلام العالمية مع الحد الأدنى من تدقيق الحقائق أو تحليلها. غالبًا ما يروي الصحفيون القصص دون تمحيص لأنهم يعتبرون التحقق منها مستحيلًا. أفاد الصحفيون الكوريون الجنوبيون عن حدوث حلقة مفرغة، فوسائل الإعلام الدولية تلتقط شائعة وتنشرها في كوريا الجنوبية لتنقلها الأخيرة على أنها حقيقة. تكررت التقارير الكاذبة عن الوفيات والانقلابات على مدى عقود.
قالت تانيا برانيغان، مراسلة لصحيفة الغارديان، «هناك عدد قليل من الموضوعات الدولية الأخرى والتي ينشر عنها بكثرة دون الاهتمام بحقيقتها عن طريق وسائل الإعلام وبكل أنواع وجهات النظر التي تتفاوت من حيث النوعية». تقدم برانيغان عدة أسباب وراء حدوث ذلك. أولها، لأن قصص كوريا الشمالية تجتذب العديد من القراء والمحررين والمراسلين، الذين لديهم رغبة عارمة لنشر قصصها حتى المشبوهة منها. ثانيها، الصحفيون لديهم مصادر محدودة للغاية في كوريا الشمالية: « لا يمكننا التقاط الهاتف والطلب من بيونغيانغ التعليق، ثم الاتصال ببعض المزارعين الكوريين الشماليين لمعرفة ما إذا كانوا يوافقون. حتى لو اتصلنا بالخبراء، فغالبًا ما يفترضون.... في أسوأ الأحوال، قد نتمكن فقط من معرفة ما إذا كان ذلك معقولًا أم لا. تساهم متطلبات الأخبار المتداولة في هذا الأمر لأن لدينا الآن نظامًا ينتج فيه الناس القصص بشكل أسرع. في كثير من الحالات، تكون التقارير التي تقدمها المواقع قليلة أو معدومة، ولكنها تجمعها وترسلها. وتتكرر الأخطاء بل وتتوسع». ثالثها، عدد قليل نسبيًا من الصحفيين يتحدثون الكورية. رابعها، نظرًا لأن كوريا الشمالية هي مجتمع منعزل، «قد يكون من الصعب دحض القصص: إن صعوبات الوصول إلى المعلومات تعني أيضًا أنه من المستحيل على أي شخص دحض العديد من الروايات حول كوريا الشمالية. لذلك قد يعرض موقع ويب أو محطة تليفزيونية معلومة مشكوك فيها للغاية، ولكن حتى لو طُعِن بصحتها، فمن الصعب إثبات أنها معلومة خاطئة بشكل مؤكد». أخيرًا، «كوريا الشمالية ببساطة شديدة الغرابة وخارج الاحتمالات في كثير من النواحي لدرجة أنه غالبًا ما يبدو أن أي شيء ممكن هناك».

## التقارير عن كوريا الشمالية
تخضع وسائل الإعلام في كوريا الشمالية للرقابة الحكومية والتي تعتبر الأكثر صرامة في العالم. وسيلة الإعلام المحلية الرئيسية هي وكالة الأنباء المركزية الكورية. تتمتع كوريا الشمالية بمستوى عالٍ من الأمن والسرية. التواصل مع العالم الخارجي محدود، ويبدو التواصل الداخلي أيضًا محدودًا في بعض الأحيان. تصف منظمة مراسلون بلا حدود كوريا الشمالية بأنها أكثر دول العالم انغلاقًا، وتحتل المرتبة الأخيرة في مؤشر حرية الصحافة.
تفرض حكومة كوريا الشمالية قيودًا صارمة على المراسلين الأجانب والزوار وحتى المقيمين من أصول أجنبية. حرية التنقل مقيدة بشدة، ويجري الإشراف على التفاعلات مع السكان المحليين، ويُنظم التصوير الفوتوغرافي بشكل كبير. بسبب هذا، غالبًا ما يجد الصحفيون صعوبة في التحقق من القصص، وإثبات الحقائق الدامغة. العديد من المحللين والصحفيين لم يسبق لهم زيارة كوريا الشمالية ومنهم من كان وصوله إليها محدودًا جدًا. نتيجة لذلك، قد تعتمد كتبهم ومقالاتهم على التكهنات والمعلومات الضئيلة المستمدة من مصدر واحد غير موثوق، مثل المنشق. تعتمد التقارير الأخرى على تحليل صور الأقمار الصناعية.
عندما يزور الصحفيون الأجانب البلاد، غالبًا ما يواجهون المشاكل، لأن الصحفيين الكوريين الشماليين والغربيين لديهم فهم مختلف لدور وسائل الإعلام. (الوضع مختلف بالنسبة للصحفيين الروس والصينيين الذين يغطون أخبار كوريا الشمالية). يتوقع الكوريون الشماليون أن يتصرف الصحفيون الغربيون مثل الصحفيين السوفييت خلال الحرب الباردة، في حين يرغب الصحفيون الغربيون في ممارسة حرية الصحافة على نطاق أوسع. إن مواضيع البحث تشمل معسكرات الاعتقال خارج الحدود، وغالبًا ما يتردد المسؤولون الكوريون الشماليون في الإدلاء بتصريحات رسمية. ومثلما هو الحال مع السياح، فإن الصحفيين الأجانب دائمًا ما يكونون برفقة مرافقين، ويجري ترتيب أي لقاءات مع السكان المحليين. يمكن للصحفيين الأجانب الوصول إلى الإنترنت، وهذا يعطي إمكانية تقديم التقارير في وقتها الفعلي. على الرغم من أن الرقابة صارمة، فإن الصحفيين الأجانب نادرًا ما يطردون من البلاد. في عام 2014 مُنع المصور إريك لافورغ من العودة بعد التقاط العديد من الصور الصريحة. في عام 2019 اعتقِل الطالب الأسترالي أليك سيغلي ورحِل لأنهم اعتبروا أن الأعمدة التي كتبها لوسائل إخبارية مثل إن كي نيوز جاسوسية.
في عام 2019 كان هناك خمسة مراسلين أجانب فقط يتمركزون بشكل دائم في كوريا الشمالية: من وكالة أنباء تاس الروسية، وصحيفة الشعب اليومية الصينية، وتلفزيون الصين المركزي، ووكالة أنباء شينخوا، وبرينسا لاتينا الكوبية. كان لمراسل كوبا إمكانية وصول أكبر من العديد من الصحفيين الأجانب، لكنه ظل يواجه قيودًا، مثل عدم القدرة على استخدام وسائل النقل العامة. يزور الصحفيون المستقلون كوريا الشمالية من حين لآخر، وتتركز أعداد كبيرة من وسائط الإعلام الدولية في البلاد أثناء الأحداث الكبرى.
افتتحت وكالة أسوشيتد برس مكتبًا للفيديو فقط في بيونغيانغ في عام 2006. في عام 2012 أصبح المكتب أول مكتب غربي متعدد الأشكال في البلاد. وليس للمكتب وجود دائم. بدلًا من ذلك، يمكن للصحفيين البقاء لأسابيع فقط في كل مرة في البلاد قبل الاضطرار إلى طلب إذن من جديد. يزور مصور وكالة أسوشيتد برس ديفيد غوتنفيلدر كوريا الشمالية منذ عام 2000، وخُففت عنه القيود بمرور الوقت. في عام 2013 ذكر أنه قادر على تحميل الصور على إنستغرام دون رقابة.
افتتحت وكالة فرانس برس مكتبًا في عام 2016. وبموجب اتفاق مع وكالة الأنباء المركزية الكورية، تمكنت وكالة فرانس برس من إرسال فرق من الصحفيين إلى البلاد. وكجزء من الاتفاقية، على المصور الكوري الشمالي ومصور الفيديو إنتاج محتوى تحت إشراف وكالة فرانس برس. ووكالة أنباء كيودو اليابانية  لديها أيضًا مكتب، ولكن مثل أسوشيتد برس ووكالة فرانس برس ليس لديها موظفين بدوام كامل.